# Daniel García Andújar
Daniel García Andújar Nascido em Almoradí em 1966 (Alicante), é um artista visual, ativista e teórico da arte espanhol, que reside e trabalha em Barcelona. Ele utiliza a mídia digital para questionar as questões de poder, representação e democracia. A sua arte reflete frequentemente sobre a sociedade da informação, explorando as suas fronteiras e desigualdades. O seu trabalho teve uma ampla difusão, participando da Manifesta 4, da Bienal de Veneza e da documenta 14 Atenas, Kassel. Ele também realizou vários workshops para artistas e coletivos sociais em diferentes partes do mundo. Os principais temas abordados nas obras e no ativismo de García Andújar são a democracia e a desigualdade no contexto da sociedade da informação e das novas tecnologias .
Seu trabalho explora como as promessas de igualdade e acesso universal associadas às novas tecnologias muitas vezes resultam em novas formas de controle e exclusão. Ele utiliza a internet como principal meio de expressão, questionando as estruturas de poder digitais e desenvolvendo ferramentas críticas e práticas de ação, como bancos de dados com recursos legais e de hacking para artistas. Seu ativismo também se manifesta em plataformas de debate sobre políticas culturais urbanas e em coletivos que promovem a arte e a tecnologia de forma crítica e acessível.

## Trabalho e contribuições
Andújar é um dos expoentes mais importantes da Net.art,  fundador da Technologies To The People e integrante do irational.org. Entre os seus projetos mais destacados nessa área, estão o Street Access Machine (1996),  um dispositivo que possibilita aos mendigos nas ruas terem acesso ao dinheiro digital; The Body Research Machine (1997),  um equipamento interativo que escaneia os fios de DNA do corpo, processando-os para pesquisas científicas, e x-devian por knoppix, um sistema operacional de código aberto que faz parte do Projeto Individual Citizen Republic: O projeto Sistema (2003).  Outra direção que o seu trabalho assume é a crítica reflexiva sobre o mundo da arte, que a TTTP apresenta através da Technologies to the People Foundation, com as suas coleções distribuídas gratuitamente - Photo Collection (1997), Video Collection (1998) e Net Art Classics Collection (1999) - questionando desde então a ideia de propriedade material e intelectual. Andújar é responsável por vários projetos de internet, como e-sevilla, e-valencia, e-madrid e e-barcelona.
De janeiro a abril de 2015, o Museu Nacional Centro de Arte Reina Sofía (MNCARS) recebeu uma exposição individual abrangente das suas obras, com curadoria de Manuel Borja-Villel, sob o título Sistema Operativo. [6] A sua obra faz parte das principais coleções públicas e privadas, incluindo a Coleção Nacional do Museu Nacional Centro de Arte Reina Sofia. O seu estilo é provocador, mesclando comentários políticos com estética moderna, muitas vezes reutilizando imagens corporativas e retórica tecnológica para subverter o seu sentido original.

## Influência no discurso da arte digital
A abordagem crítica de Daniel G. Andújar ao mundo digital desafia os espectadores a reconsiderar o papel da tecnologia na sociedade e a sua influência nas estruturas culturais e políticas. A obra de Andújar na arte contemporânea é importante por vários motivos. Ele é um dos pioneiros da Net.art, uma forma de arte que utiliza a internet como meio e como tema, explorando as possibilidades de interação, comunicação e crítica social que a rede oferece Ele também é um ativista que usa a arte como forma de denunciar as injustiças e as desigualdades que afetam os povos indígenas, os excluídos e os marginalizados. Ele cria obras que questionam o sistema político, econômico e cultural dominante, usando recursos como o humor, a ironia e a paródia. Ele ainda propõe uma reflexão sobre o papel da arte e do artista na sociedade contemporânea, desafiando os conceitos de autoria, originalidade e propriedade intelectual4 Andújar é, portanto, um artista que contribui para a diversidade, a criatividade e a transformação da arte contemporânea.

## Projetos
- 1996–2011: Technologies To The People, iniciado em 1996, é um projeto histórico de net.art.[5]
- 2003: X-desviante . As Novas Tecnologias para o Sistema de Pessoas .[6]
- 2004: Arquivo Pós-capital (1989–2001) .[7]
- 2011: A vuelo de pájaro Vamos Democratizar a Democracia.[8]

## Aclamação da crítica e exposições
Andújar é um artista de mídia crítica reconhecido mundialmente, que já expôs na documenta 14 e na Bienal de Veneza, consolidando-se como um dos líderes desse campo artístico. Suas instalações frequentemente promovem a interação, convidando os espectadores a participarem e, assim, borrando as fronteiras entre o público e a obra de arte. O artista demonstra o seu engajamento com temas sociais na fundação do “IRATIONAL.ORG”, um recurso online para arte integrada à tecnologia com uma perspectiva coletiva. Andújar segue explorando os limites da cultura digital, inspirando as próximas gerações de artistas. Sua prática funciona como uma ponte entre arte e ativismo. Seu impacto alcança a academia, onde seus métodos são analisados, combinando arte com ativismo digital para fomentar mudanças sociais. Andújar deixa o seu legado não somente nas suas obras, mas também no seu papel como estimulador do pensamento crítico na intersecção entre tecnologia, sociedade e arte.
- 2006 – Póscapital, Palau de la Virreina, Barcelona, Espanha.
- 2008 – Anna Kournikova excluída pelo Memeright Trusted System – Arte na era da propriedade intelectual .[9] Arquivo Pós-capital. Hartware MedienKunstVerein, PHOENIX Halle Dortmund, Alemanha. Curadoria de: Inke Arns e Francis Hunger
- 2008 – Não registrado, Akbank Sanat, Istambul, Turquia. Curadoria de Basak Senova.
- 2008 – Ferramentas de arte. Relecturas (Ferramentas de Arte: Releituras), Parpalló, Valência. Com Rogelio López Cuenca e Isidoro Valcárcel Medina, curadoria: Álvaro de los Ángeles. Espanha.
- 2008 - Banquete_nodos e redes . LABoral Centro de Arte e Criação Industrial, Gijón, Curadoria: Karin Ohlenschläger. Espanha.
- 2008 - O Maravilhoso Mundo de irational.org: Ferramentas, Técnicas e Eventos 1996–2006 . Museu de Arte Contemporânea Voivodina, Novi Sad. Curadores: Inke Arns (Dortmund) e Jacob Lillemose (Kopenhagen). Sérvia.
- 2009 – Pós-capital. Arquivo 1989–2001,[10] Württembergischer Kunstverein, Stuttgart . Curadoria de Iris Dressler e Hans D. Christ.
- 2009 – Postcapital (Mauer), Museu de Arte Moderna, Bremen, Alemanha. Curadoria de Dra. Anne Thurmann-Jajes.
- 2009 – Praktiken Subversiva, Württembergischer Kunstverein, Stuttgart.
- 2009 – Arquivo Pós-capital. A comunidade inadmissível.[11] Pavilhão Catalão, 53. Bienal, Veneza. Curadoria de Valentin Roma.
- 2009 – Arquivo Postcapital (1989–2001), Iberia Art Center, Pequim. Curadoria de Valentin Roma.
- 2010 – Postkapital Arşiv 1989–2001 Fundação Sedat Yazici Riva para Educação, Cultura e Arte, Istambul[12] Curadoria de Basak Senova.
- 2010 – BARCELONA – VALÈNCIA – PALMA. Uma história de confluência e divergência. Objetos de desejo. Centro de Cultura Contemporânea de Barcelona, Espanha. Curadoria de Ignasi Aballí, Melcior Comes e Vicent Sanchis.
- 2010 – Arquivo Pós-capital (1989–2001). Museu Total de Arte Contemporânea, Seul, Coreia do Sul. Curadoria de Nathalie Boseul Shin e Hans D. Christ.
- 2010 – Arquivo Postcapital (1989–2001) La comunidad inconfesable, Bòlit, Centre d'Art Contemporani, Girona, Espanha. Curadoria de Valentin Roma.
- 2010 – O Muro. Arquivo Pós-capital (1989–2001), Espai Visor, Valência .
- 2015 – Sistema Operativo. Museu Nacional Centro de Arte Reina Sofía . Curadoria de Manuel Borja-Villel.
- 2015 – Naturaleza vigilada / Überwachte Natur, Museu Vostell Malpartida.[13]

## Coleções de museus
- Museu Nacional Centro de Arte Reina Sofía, Madrid
- Instituto Valencià d'Art Modern (IVAM), Valencia
- Museu de Arte Contemporânea de Barcelona (MACBA), Barcelona
- ARTIUM – Centro Museu Basco de Arte Contemporânea, Vitória-Gasteiz
- Museu de Arte Contemporânea de Castela e Leão (MUSAC), Leon
- CA2M – Centro de Arte Dos de Mayo, Madrid
- Centro de Artes Visuais Helga de Alvear, Cáceres
- Es Baluard Museu de Arte Moderna, Palma de Mallorca
- Museu de Arte Jaume Morera, Lérida
- Banco De España, Madris
- Walker Art CenterMinneapolis, MN
- Museu NewarkNewark, NJ
- Les Abattoirs – FRAC Midi-PyrénéesToulouse

## Livros selecionados
- Hans D. Christ, Iris Dressler (ed.): Tecnologias para o povo. "Arquivo Pós-capital (1989–2001)" Daniel Garcia Andujar, Hatje Cantz Verlag, editado em 2011.  .
- Daniel G. Andújar, Sistema Operacional, Autores: Jacob Lillemose, Iris Dressler, Javier de la Cueva, José Luis Pardo, Alberto López Cuenca, Isidoro Valcárcel Medina. Museu Nacional Centro de Arte Reina Sofía, Madrid, 2015,ISBN 978-84-8026-506-5 NIPO: 036-15-006-1
- Daniel G. Andújar: Naturaleza vigilante. Überwachte Natur. Museu Vostell Malpartida, Cáceres, 2015, Deposito legal Cc-285-2015.

### Links de projetos
- Site do artista
- Pós-capital
- «e-barcelona». Arquivado em 2023-01-27 no Wayback Machine
- «e-valência». Arquivado em 2019-10-05 no Wayback Machine
- «e-sevilla». Arquivado em 2009-07-08 no Wayback Machine
- e-Madrid
- e-estugarda
- e-Seul
- Iracional

## Biografía
Nasceu em Almoradí em 1966, mas desenvolveu parte da sua trajetória em Barcelona. O seu trabalho artístico e ativismo centram-se na democracia e na desigualdade no contexto da sociedade da informação e das novas tecnologias, tendo-se desenvolvido principalmente no ambiente online, embora também tenha realizado oficinas e intervenções em espaços museológicos..
Em 1996 criou o projeto Technologies To The People , uma corporação fictícia online através da qual questionava as promessas de igualdade no âmbito das novas tecnologias e apontava novas formas de controle e desigualdade.[2] A sua obra The Art Power Database for ARTISTS fornecia aos artistas e utilizadores da web recursos legais e de hacking para desenvolver projetos na internet.[2]
Na sequência destes projetos, participou na criação das plataformas e-valencia e e-barcelona (e posteriormente e-sevilla e e-madrid ), nas quais se debatiam políticas culturais dessas cidades.[2] Também pertence ao coletivo irational.org.[4]
O seu projeto Arquivo Postcapital, de 2006, foi desenvolvido em diversos países.[5][6][7][8]
Em 2011 fez parte da equipa de redação da Estratégia para as Artes Visuais impulsionada pelo Ministério da Cultura.[9] Foi vice-presidente do patronato da Fundació Hangar entre 2009 e 2012,[10] e é vice-presidente da Associació d’artistes visuals de Catalunya.[4]
Entre janeiro e abril de 2015, o Museu Nacional Centro de Arte Reina Sofía (MNCARS) organizou a exposição Sistema Operativo , que apresentava a obra de García Andújar e foi comissariada por Manuel Borja-Villel.[11] A sua obra encontra-se em diversas coleções públicas e privadas, incluindo a do próprio MNCARS.